# Anomalurus pelii
Anomalurus pelii là một loài động vật có vú trong họ Anomaluridae, bộ Gặm nhấm. Loài này được Schlegel & S. Müller mô tả năm 1845.